# الیزابت رول
الیزابت رول (فرانسوی: Élisabeth Revol‎؛ زادهٔ ۲۹ آوریل ۱۹۷۹) کوهنورد اهل فرانسه است. در ژانویه ۲۰۱۸ او اولین زنی شده که به کوه نانگا پاربات در پاکستان صعود زمستانی کرد. در این صعود هم‌نورد او توماس مایکیویچ مبتلا به برف کوری شده و سپس دچار مشکلات تنفسی شده و در نهایت فوت می‌کند، این رویداد به شکل گسترده‌ای توسط رسانه‌ها مورد پوشش قرار گرفت. او در این پیمایش دچار یخ‌زدگی شده و احتمالاً از دست دادن پای چپ خود را داشت. از در ماه مه ۲۰۱۹ از کوه‌های اورست و لهوتسه عبور کرد.